# Goodmans neues Rätsel der Induktion
Das neue Rätsel der Induktion (englisch new riddle of induction), auch Goodman-Paradoxon (nach Nelson Goodman), ist ein Problem, bei dem es um die Verifikation von zwei Aussagen geht, die sich nur in zukünftigen Vorhersagen unterscheiden. Beide Aussagen werden von den gegebenen Beobachtungsdaten in gleicher Weise verifiziert und sind demnach gleich wahrscheinlich.

## Ausgangspunkt
Goodmans Ausgangspunkt ist das alte Rätsel der Induktion (Hume-Problem), nämlich die Frage, unter welchen Bedingungen ein Induktionsschluss als glaubwürdig angesehen wird: Wie oft müssen wir eine unserer Vermutungen bestätigt sehen, damit wir aus ihr eine Gesetzmäßigkeit ableiten?
Ein typischer Induktionsschluss wäre zum Beispiel: Alle „bisher gefundenen“ Smaragde waren grün, also sind alle Smaragde grün (auch alle künftig gefundenen).

## Grue
Goodman erfindet nun eine Eigenschaft namens grue (außerdem auch noch bleen, beides Kunstworte, die aus green und blue  gebildet wurden). Dinge mit dieser Eigenschaft sind grün, wenn sie vor einem beliebigen zukünftigen Zeitpunkt t0 gefunden werden und die später gefundenen sind blau. 
Hätten Smaragde die Eigenschaft grue und wäre t0 zum Beispiel der 1. Januar 2026, dann entstünde folgendes Paradox:
- Alle Smaragde, die vor diesem Datum gefunden werden, sind grün. Dies rechtfertigt den Induktionsschluss: Die Smaragde, die nach diesem Datum gefunden werden, werden ebenfalls grün sein.

Gleichzeitig aber gilt:
- Alle Smaragde, die vor diesem Datum gefunden werden, sind grue. Dies rechtfertigt den Induktionsschluss: Die Smaragde, die nach diesem Datum gefunden werden, werden ebenfalls grue sein (also dann blau).

Das Paradox besteht also darin, dass wir mit Hilfe von Daten aus unseren Vermutungen Gesetzmäßigkeiten erstellen, dass aber eigentlich von denselben Daten widersprüchliche Vermutungen ebenso bestätigt werden, wir aber so denken und handeln, als wären unsere aufgestellten Gesetze gültig.
Hume fragte sich, ab wann wir an einen kausalen Zusammenhang zu glauben bereit waren. Sehen wir einen Blitz und hören wir kurz danach einen Donner, so nehmen wir das beim ersten Mal nur wahr. Beim zweiten oder dritten Mal vermuten wir einen Zusammenhang. Beim vielleicht hundertsten Mal, in denen immer einem Blitz ein Donner folgte, sehen wir unsere Vermutung bestätigt und sprechen von einer Gesetzmäßigkeit. Doch gibt es kein „benennbares“ Mal, ab dem wir unsere Vermutung bestätigt sehen, und selbst tausend Folgen Blitz→Donner, ohne dass einem nahen Blitz einmal nur kein Donner folgte, rechtfertigt uns nicht zu der Annahme, dass es immer so wäre, es könnte gerade der 1001. Blitz sein, dem kein Donner folgt.
Goodman fügt hier nur etwas eigentlich Offensichtliches an: Falls wir unsere Induktionsschlüsse letztendlich nicht rechtfertigen können, dann sind sie in gewisser Weise beliebig, also gehen auch andere. Im weitesten Sinne lässt sich dem noch Ockhams Rasiermesserprinzip entgegenhalten: Solange es möglich ist, sollte man sich am einfachsten orientieren. Im engeren Sinne nutzt Goodman allerdings noch eine Zeitvariable, sodass zumindest alle Zukunftsvermutungen betroffen sind.

## Kritik
Das Goodman-Paradoxon wird häufig als ein Stolperstein für Karl Poppers Methodologie angesehen. Bartley betrachtet es hingegen als ein triviales Rätsel betreffs der Sprünge in der Theorie der induktiven Stützung. Der Grund dafür, dass eine Behauptung wie „Alle Smaragde sind grue“ von Wissenschaftlern nicht ernst genommen würde, habe nichts mit der vorhandenen empirischen Evidenz zu tun. Sie wird vielmehr nicht ernst genommen, weil es in der Mineralogie kein Problem gebe, auf das diese Behauptung antworte. Es sei also nicht ausschließlich die empirische Widerlegbarkeit einer Hypothese, worum es einer rechtfertigungsfreien Methodologie gehe.